# Flawed Design
Flawed Design ist das zweite Studioalbum der kanadischen Alternative-Metal/Post-Grunge-Band Saint Asonia. Es wurde am 25. Oktober 2019 über Spinefarm Records veröffentlicht.

## Entstehung
Bereits nach der Veröffentlichung des selbstbetitelten Debütalbums im Jahre 2015 entstanden die ersten neuen Lieder. Teilweise wurden für das Album noch ältere Songideen verwendet. Beispielsweise entstand die erste Single The Hunted noch vor der Veröffentlichung des ersten Albums. Das Lied wurde vom Gitarristen Mike Mushok und dem Godsmack-Sänger Sully Erna geschrieben und sollte erst für einen Soundtrack verwendet werden. Später sollte das Lied auf dem Debütalbum veröffentlicht werden, wozu es jedoch nicht kam.
Im Sommer 2017 verließ der Schlagzeuger Rich Beddoe die Band und wurde durch Sal Giancarelli von der Band Staind ersetzt. Ein Jahr später verließ auch der Bassist Corey Lowery Saint Asonia um sich der Band Seether anzuschließen. Sein Nachfolger wurde Cale Gontier von der Band Art of Dying, der gleichzeitig der Cousin des Sängers Adam Gontier ist. Saint Asonia wechselten die Plattenfirma und unterschrieben einen neuen Vertrag bei Spinefarm Records.
Anfang 2019 begannen die Arbeiten für das zweite Studioalbum, das von Brian Sperber produziert und gemischt wurde. Das Schlagzeug wurde in einem Studio in Connecticut aufgenommen, der Rest in Brian Sperbers Studio. Als Gastsänger traten neben Sully Erna noch Sharon den Adel von der Band Within Temptation und Dustin Bates von der Band Starset auf. Einige Lieder wurden von externen Songwritern geschrieben. So wurde die Basis des Liedes Sirens von Stevie Aiello (Thirty Seconds to Mars) und Dustin Bates geschrieben. Für die Lieder The Hunted und Ghost wurden Musikvideos gedreht.

## Hintergrund
Mit dem Albumtitel will Adam Gontier ausdrücken, dass jeder Mensch offensichtlich seine Fehler und Schwächen hat. Seiner Meinung nach kämpfen viele Menschen damit, diese Fehler und Schwächen zu akzeptieren und ein Leben als reale Person zu führen. Dabei nimmt er sich selbst als ein Beispiel dafür. Zur Inspiration hat sich Gontier im Vorfeld viel mit Social Media wie zum Beispiel Instagram beschäftigt.

„Es sieht so aus, als wenn viele Menschen versuchen, jemand zu sein der sie nicht sind und ich habe den Eindruck, dass die Gesellschaft perfekt sein will und ständig versucht perfekt zu leben.“

In The Hunted geht es um den Kampf, seinen Platz im Leben zu finden. Darüber hinaus ist das Lied laut Adam Gontier eine solide Representation über die Richtung, die seine Band in Zukunft einschlagen werde. This August Day handelt von dem Tag im August 2017, an dem Adam Gontiers Sohn geboren wurde. Am gleichen Tag landete Gontier in der Notaufnahme einer Entzugsklinik in Nashville.

„Nicht da gewesen zu sein, als mein Sohn geboren wurde, ist etwas, was ich für den Rest meines Lebens bereuen werde. Aber ich hatte keine Wahl. Es geht um den Tag im August, der mich komplett verändert hat.“

Das Lied The Fallen ist für Adam Gontier ein Tribut an verstorbene Sänger wie Chris Cornell von der Band Soundgarden oder Chester Bennington von der Band Linkin Park.

## Rezeption

### Rezensionen
Für Andreas Schiffmann vom Onlinemagazin Musikreviews.de bietet Flawed Design „handelsüblichen US-Breitwand-Rock ohne jegliche Ironie“. Dabei stellt die Band „eine Handvoll wirklicher Ohrwürmer zur Diskussion“. Wer aber „Melodramatik nicht mag, sollte allerdings weiten Abstand von der Gruppe nehmen“. Schiffmann vergab zehn von 15 Punkten. Laut Bianca Härtzsch vom deutschen Magazin Metal Hammer bietet das Album „ein breites musikalisches Spektrum in mäßigem Tempo, bewegende, emotionale Gesang- und Instrumentalparts sowie tiefgründige Songs, die aus dem Herzen sprechen und zum Nachdenken anregen“. Härtzsch vergab 5,5 von sieben Punkte. Kritischer zeigte sich Conny Schiffbauer vom deutschen Magazin Rock Hard. Das Album wäre „in seiner Gesamtanmutung zu nett und beliebig ausgefallen“. Die Musik würde „zwar bestens produziert, arrangiert und komponiert aus dem Boxen rauschen“, jedoch würde die Musik nicht „im Ohr hängen bleiben“. Schiffbauer vergab sieben von zehn Punkten und bezeichnete das Album als „Stangenware auf hohem Niveau“.

### Chartplatzierungen
| ChartsChartplatzierungen       | Höchstplatzierung | Wochen |
| ------------------------------ | ----------------- | ------ |
| Kanada (MC)                    | 68 (1 Wo.)        | 1      |
| Vereinigte Staaten (Billboard) | 171 (1 Wo.)       | 1      |

### Auszeichnungen
Das Onlinemagazin Loudwire führte Flawed Design auf ihrer Liste der 50 besten Rock-Alben des Jahres und Sirens auf der Liste der 66 besten Rock-Songs des Jahres.